# 扬·布诺阿卡
扬·布诺阿卡（羅馬尼亞語：Ion Bunoaica；1948年7月22日—1995年9月1日），罗马尼亚中将，曾任罗马尼亚宪兵司令。1989年罗马尼亚革命时期，加入到罗马尼亚救国阵线一边。